# Well Habicht
Well Habicht (* 7. Juli 1884 in Oberstein an der Nahe; † 2. Dezember 1966 in Darmstadt) war ein deutscher Bildhauer und Keramiker.

## Leben
Habicht lebte seit seiner Kindheit in Darmstadt. Nach dem Abitur am Darmstädter Ludwig-Georgs-Gymnasium im Jahr 1904 studierte er bis zum Vordiplom an der Technischen Hochschule Darmstadt Architektur. Anschließend wechselte er nach Dresden, wo er 1909 seine Abschlussprüfung ablegte. Danach besuchte Habicht als Privatschüler das Atelier des Bildhauers Georg Wrba und studierte danach drei Semester Bildhauerei an der Kunstakademie in Dresden bei Selmar Werner.
Nach der Rückkehr aus dem Ersten Weltkrieg bezog Habicht 1919 ein Atelier auf der Mathildenhöhe in Darmstadt und wurde Gründungsmitglied der Darmstädter Sezession. Im gleichen Jahr heirateten Well Habicht und Irma Koch, eine Tochter des Darmstädter Verlegers und Kunstsammlers Alexander Koch. Von 1919 bis 1923 übernahm er die künstlerische Leitung der Großherzoglichen keramischen Manufaktur in Darmstadt.
1923 gründete Habicht die Hessische Keramische Manufaktur in Großenlinden bei Gießen. 1925/26 studierte er die Techniken der Stein- und Metallbearbeitung bei Anton Hanak in Wien. Ab 1927 arbeitete er wieder als freischaffender Bildhauer in Darmstadt.
1928 erhielt Habicht den Georg-Büchner-Preis.
In den Jahren 1928/1929 lieferte Habicht Modelle für die Feinsteingutfabrik Max Roesler AG (Abteilung Darmstadt). 1930 entwarf er den Niebergall-Brunnen in der Großen Bachgasse in Darmstadt. Dieser wurde zu Ehren des Mundartdichters Ernst Elias Niebergall errichtet, dem Autor des Datterich.
Im Jahre 1944 wurde Habichts Atelier in Darmstadt bei einem Luftangriff zerstört. Danach zog er nach Bensheim an der Bergstraße. In den 1950er Jahren entstanden zahlreiche Akt-, Tier- und Brunnenplastiken für den öffentlichen Raum der Stadt Darmstadt.
Das Grab von Well Habicht befindet sich auf dem Alten Friedhof in Darmstadt (Grabstelle: IV Mauer 90) und ist ein Ehrengrab.